# Bitva u Nyborgu
Bitva u Nyborgu se odehrála 14. listopadu 1659 mezi dánskou a švédskou armádou a s rakouskou pomocí na dánské straně, byla součásti druhé severní války, skončila dánským vítězstvím.

## Pozadí
Bitva byla důsledkem předcházející bitvy o Öresund (29. října 1658), ve které bylo švédské loďstvo poraženo nizozemským loďstvem pod velením Jacoba Wassenaera van Obdam. Švédská armáda byla oslabena a Kodaň byla uvolněna ze sevření. Tato bitva nestačila ke kapitulaci Švédska, proto bylo rozhodnuto o pokračování vojenského tažení v roce 1659.

## Dánský plán

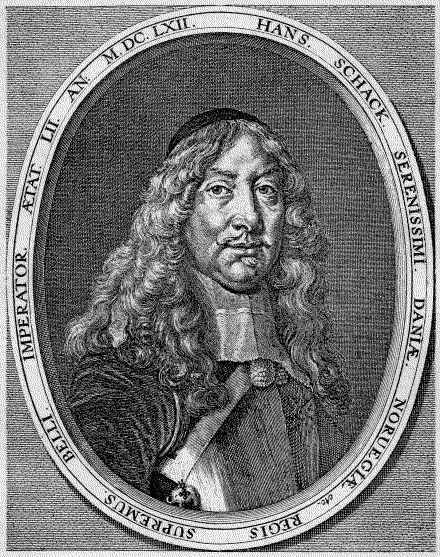
Hans von Schack

Švédský král Karel X. Gustav nechal vyzbrojit velké části své armády na ostrově Fyn. Ostrov nebyl do té doby příliš dobře bráněn. Nyborg byl jedinou pevností na ostrově, avšak byl ve velmi špatném stavu. Švédské opravy pevnosti měly zpoždění a nepostupovaly dle vytýčených plánu rychle. Dánové se rozhodli adekvátně reagovat a zaútočit na ostrov.
V září 1659 se vydal dánský sbor pod velením Hanse von Schackeho ze Šlesvicka, z Jutska jim naproti pochodovala dánská armáda pod velením Ernsta Albrechta von Ebersteina. Obě dánská uskupení se sešla v Eckernförde přibližně 20. října 1659. Následně bylo rozhodnuto, že k vylodění na ostrově Fyn dojde k prvnímu listopadu 1659.

## Zahájení vojenských operací
Dne 28. října se von Schack pokusil o přímé vylodění u Nyborgu. Překvapivý útok se nezdařil z důvodu špatného počasí, k vylodění nedošlo. Následně se prvního listopadů započalo s vyloděním dánského sboru o síle 6500 vojáků poblíž Kerteminde.
Druhá část dánské armády se následně pod velením von Ebersteina přeplavila na ostrov Fyn s pomocí lodí, které rekvírovala v okolí z důvodu nedostatku vlastních. Tato operace trvala do 4. listopadu a bylo přemístěno dalších 5000 vojáků. 
Do doby než došlo k seskupení obou dánských vojsk, byli Švédové ve výhodě a případnou včasnou rychlou reakcí mohli zabránit spojení dánských jednotek. V důsledku švédské nerozhodnosti ve velení nedošlo k náležité vojenské operaci. K dokončení dánského vylodění došlo až  8. listopadu 1659. Dne 11. listopadu se oba dánské armádní sbory spojily v Odense .

## Konečný plán
Dánská strana

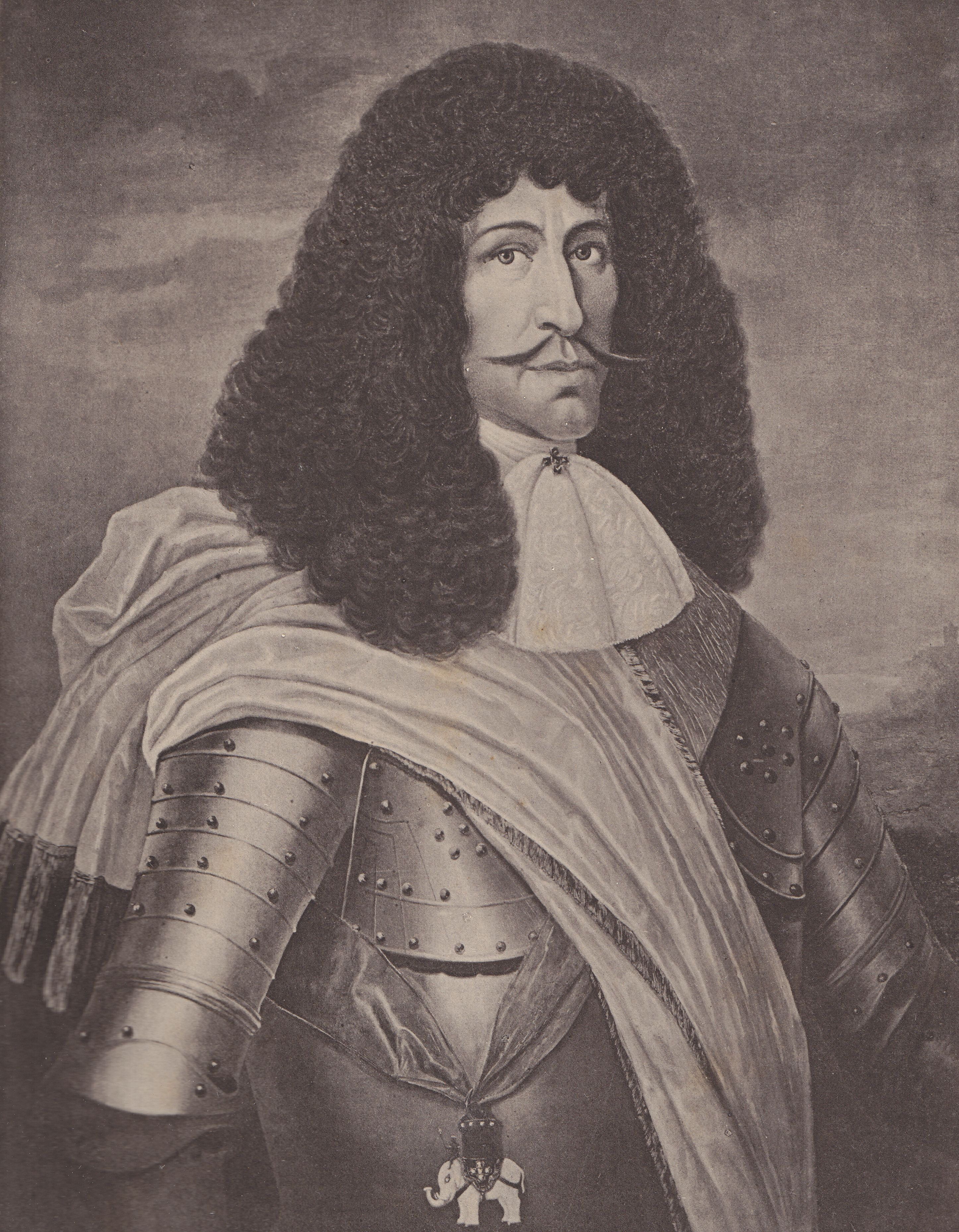
Ernst Albrecht von Eberstein

Oba dánští velitele von Eberstein a von Schack se dohodli na velení jednoho křídla armády. Von Eberstein velel severnímu (levému) křídlu a jeho armádní kolega velel jižnímu (pravému) křídlu. Celkem měla dánská armáda připraveno k bitvě 11500 vojáků.
Švédská strana
Švédští obránci byli v těžkém postavení a byli si vědomi, že by pevnost Nyborg neubránili. Nastalou situaci se rozhodli řešit přesunem na severozápad od pevnosti, kde si stanovili novou obrannou linii Hjulby Sø-Skaboeshuse. K dispozici mělo švédské vojsko 7 000 vojáků.

## Bitva

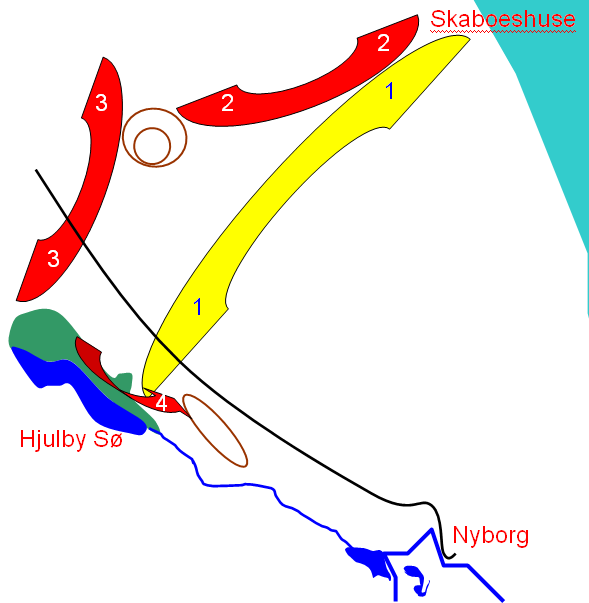
PLÁN BITVY: 1. švédská armáda, 2. dánské sbor(spojenecký) vedený von Ebersteinem, 3. dánské sbor vedený von Schackem, 4. útok dánské kavalerie pod vedením von Ahlefeldtem

Kolem poledne se obě armády přiblížily na dohled. Křídlo pod velením kapitána von Ebersteina se seřadilo do bojových formací a stejné přípravy provedlo i křídlo von Schacka. Křídlo von Eberteina zahájilo útok na švédské vojsko. Švédský velitel Filip Falcko-Sulzbašský nařídil protiútok kavalérie na křídlo vedené von Ebersteinem. Švédský protiútok byl úspěšný, dánské křídlo se dostalo do těžké pozice. Von Schack byl nucen reagovat a rozhodl se zaútočit na střed švédského vojska. Následně pokračovala bitva několik hodin, než se podařilo dánské kavalerii pod vedením Clause von Ahlefeldta přejít přes bažiny u Hjulby Sø. Tento průlom na jižním křídle donutil Švédy k ústupu do Nyborgu, zde byly poté vystaveni dělostřelecké palbě nizozemské flotily pod velením admirála Michiela de Ruytera. Následovalo vylodění nizozemského vojska. Poté následoval útěk švédských vojáků, kteří byli částečně pobiti dánskou armádou. Zbytek švédského vojska byl zajat a následně se musel vykoupit, poté se vrátil do Švédska. Švédský král uznal porážku a ztrátu ostrova Fyn.